# Branchiostegus gloerfelti
Branchiostegus gloerfelti är en fiskart som beskrevs av Dooley och Kailola, 1988. Branchiostegus gloerfelti ingår i släktet Branchiostegus och familjen Malacanthidae. Inga underarter finns listade.